# Sicydium synantherum
Sicydium synantherum är en gurkväxtart som först beskrevs av Dieterle, och fick sitt nu gällande namn av H.Schaef. och S.S.Renner. Sicydium synantherum ingår i släktet Sicydium och familjen gurkväxter. Inga underarter finns listade i Catalogue of Life.